# Uttigen
Uttigen – gmina (niem. Einwohnergemeinde) w Szwajcarii, w kantonie Berno, w regionie administracyjnym Oberland, w okręgu Thun. 1 stycznia 2014 do gminy przyłączono gminę Kienersrüti.

## Demografia
W Uttigen mieszkają 2173 osoby. W 2020 roku 6,5% populacji gminy stanowiły osoby urodzone poza Szwajcarią.

## Transport
Przez teren gminy przebiega droga główna nr 221.